# HS Produkt VHS
Das VHS (Višenamjenska Hrvatska Strojnica) ist ein Sturmgewehr im Bullpup-Design, das von dem kroatischen Unternehmen HS Produkt entwickelt wird. Die Waffe wurde 2007 in Karlovac zum ersten Mal der Öffentlichkeit vorgestellt. Die Entwicklung erfolgte nach einer Anfrage der kroatischen Armee nach einem neuen Infanteriegewehr, um auf NATO-Standard zu kommen.

## Technik
Es werden zwei Versionen entwickelt, VHS-D ist das Standardmodell, VHS-K die Kompaktversion. Die Konstruktion macht intensiv von Polymeren Gebrauch. Das Leergewicht wird je nach Quelle mit 2,3 oder 3 kg angegeben. Die Waffe ist ein direkter Gasdrucklader mit Drehkopfverschluss. Die Prototypen besaßen ein patentiertes gas-recoil-cushion-System. Dabei wird ein Teil der Gase aus dem Gasrohr hinter den Verschlussträger geleitet, um ihn beim Zurückgleiten zu bremsen und um dadurch den Rückschlag zu reduzieren. Bei Vorserienmodellen wurde dieses System weggelassen.

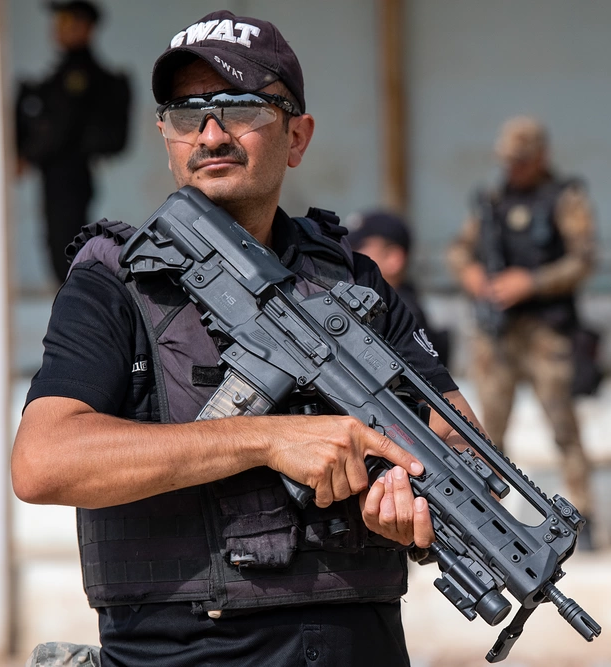
Irakischer Polizist mit einem VHS-F2

Am 19. November 2007 bestellte das kroatische Verteidigungsministerium 50 Sturmgewehre, um sie im Rahmen des ISAF-Einsatzes zu testen. Am 24. November 2008 wurde die Serienversion des VHS vorgestellt und die ersten 40 produziert. Bei positiven Testergebnissen soll es die veralteten AK-47-Gewehre und -Derivate ersetzen.
Am 12. Mai 2009 bestätigte der kroatische Verteidigungsminister die positiven Testergebnisse, am 15. Mai wurde ein Vertrag mit HS Produkt zur Lieferung der ersten 1000 Gewehre unterzeichnet, weitere sollen folgen. Der Preis pro Waffe beträgt 10700 kroatische Kuna (etwa 1457 Euro).